# 當銘啓太
當銘 啓太（とうめ けいた、1995年 - ）は日本の脚本家。株式会社アンドリーム所属。早稲田大学政治経済学部 政治学科卒。広告代理店でコピーライターを経験後、脚本家へ。『ハコビヤ』で脚本家デビューを果たす。2025年には『相棒』season23の脚本に参加した。

## 作品

### ドラマ
- ハコビヤ（2024）／テレビ東京
- 君が獣になる前に（2024）／テレビ東京
- 晩酌の流儀３（2024）／テレビ東京
- インスタントループ（2024）／BUMPドラマ
- オクトーSeason2 最後の告白（オクトー ～感情捜査官 心野朱梨～ Season2」 Huluオリジナルストーリー ）（2024）／日本テレビ
- 相棒season23 第16話「花は咲く場所を選ばない」（2025）／テレビ朝日
- 職業ギャンブラー（2025）／UniReelショートドラマ
- 晩酌の流儀4（2025）／テレビ東京
- ナンバーワン戦隊ゴジュウジャー（2025）／テレビ朝日[5]

### 戦隊シリーズ
- 仮面ライダー × スーパー戦隊 Wヒーロー夏祭り2024（2024）
- 「ナンバーワン戦隊ゴジュウジャー」スペシャルショー（2025）

### 舞台
- 人外会議（2018）
- 七人のヨッパライ（2021）
- ニンジャ・イズ・デッド（2022）
- おとなのヨミキカセ（2023）